# Bahnhof Berlin-Spandau Johannesstift
Der Bahnhof Berlin-Spandau Johannesstift ist ein Betriebsstelle im Berliner Ortsteil Hakenfelde des Bezirks Spandau. Er dient ausschließlich dem Güterverkehr und wird von der privaten Havelländischen Eisenbahn (HVLE) betrieben.

## Geschichte
Der Bahnhof wurde am 1. Juni 1908 von den Osthavelländischen Kreisbahnen (OHKB) zunächst für den Güterverkehr eröffnet. Der Personenverkehr begann am 1. Mai 1909, wurde aber spätestens im August 1950 eingestellt. Die Anlage war ursprünglich südlicher Endpunkt der Bötzowbahn und diente insbesondere der Versorgung umliegender Industriebetriebe sowie des Evangelischen Johannesstifts. 1912 wurde die Strecke nach Spandau West verlängert, wo in Nähe zum Staatsbahnhof ein eigener Kleinbahnhof entstand. Zwischen 1923 und etwa 1951/52 bestand zudem eine Gleisverbindung zum Netz der Berliner Straßenbahn, bis 1945 von der Straßenbahnlinie 120 (Spandau West – Hennigsdorf) genutzt wurde. Zwischen Johannesstift und Nieder Neuendorf nutzte die Linie die Gleise der OHKB. Während des Zweiten Weltkriegs gab es kurzzeitig noch Personenzugverbindungen für Werksangehörige zum Flugplatz Schönwalde. Die letzten Personenzüge befuhren die Gesamtstrecke im Jahr 1950. Zwei Jahre später, 1952, stellten die betriebsführende Deutsche Reichsbahn den Verkehr über die Sektorengrenze bei Neuendorf ein. Nach 1990 modernisierte die HVLE den Bahnhof.

## Infrastruktur und Nutzung
Heute verfügt der Bahnhof über 11 Gleise, darunter Abstell- und Rangiergleise sowie eine Werkstatt für Diesellokomotiven. Das Betriebsgelände war lange Hauptsitz der HVLE.

## Verkehrsanbindung
Eine direkte Anbindung an den öffentlichen Personenverkehr existiert nicht mehr. Der Bahnhof ist nördlicher Endpunkt des zwischen Berlin-Spandau und Johannesstift letzten verbliebenen Abschnittes der Bötzowbahn.
Im Rahmen des Projektes „i2030“ wird eine mögliche Nutzung der Strecke für den S-Bahn-Verkehr diskutiert.